# Эневольдсен, Антонина
Антонина Эневольдсен (дат. Antonina Enevoldsen) — датская шахматистка.
Трехкратная чемпионка Дании (1951, 1954 и 1968 гг.).
В составе сборной Дании участница шахматной олимпиады 1966 г. В данном соревновании выступала на 2-й доске (лидером команды была И. Ларсен, запасной участницы в заявке не было). В 13 сыгранных партиях набрала 1½ очка (победа над М. Агер из Австрии и ничья с представлявшей Чехословакию Я. Малипетровой).
Указанный на одном из сайтов год рождения шахматистки (1940) вызывает сомнения.